# 1801 na ciência
No ano de 1801, primeiro do século XIX, produziram-se grandes avanços na área da ciência, dando continuidade ao século anterior, marcado por grandes avanços científicos e filosóficos, em grande medida, devido ao iluminismo.

## Astronomia
Já primeiro dia do ano, foram dados avanças na área da astronomia: o astrónomo italiano Giuseppe Piazzi descobriu 1 Ceres,, classificado inicialmente como sendo um cometa, mas logo a seguir como planeta. Este corpo celeste revolucionou a astronomia, pois em 1802, Ceres entra numa recém-criada categoria de corpos celestes, os asteroides, como primeiro da lista. Atualmente, Ceres é classificado como planeta-anão.
Ainda no campo da astronomia, foram observados quatro eclipses solares parciais: em 14 de março visível no Oceano Antártico e na Antártica, 13 de abril visível na Rússia, Europa Setentrional e Gronelândia, 8 de setembro visível na Rússia e Alasca, e 7 de outubro visível na Nova Zelândia e Antártica.

## Física
Um dos avanços da física deu-se pela mão do alemão Johann Wilhelm Ritter descobriu a radiação ultravioleta, inspirado pela descoberta da radiação infravermelha pelo inglês William Herschel, um ano antes.

## Química
Na química o hispano-mexicano Andrés Manuel del Río descobre o elemento químico Vanádio, de número atômico 23, nomeando a sua descoberta de Panchromium e, mais tarde, de Erythronium. Em 26 de novembro o inglês Charles Hatchett descobre o Nióbio (número atômico 41), nomeando-o Columbium.
Além disso, no ano de 1801, foi publicada a Lei das Proporções Definidas (Proust) e a Lei das Pressões Parciais (Dalton).

## Zoologia

### Ictiologia
Foram descritas várias espécies no campo da ictiologia, como o Acanthurus coeruleus, Acanthurus olivaceus, Amphiprion argenteus, Amphiprion matejuelo, Cephalopholis argus, Chaetodon melannotus, Chaetodon meyeri, Channa orientalis.

## Nascimentos
| Data          | Nome                | Profissão                     | Nacionalidade                         | Observações                                                                    | Ref                  |
| ------------- | ------------------- | ----------------------------- | ------------------------------------- | ------------------------------------------------------------------------------ | -------------------- |
| 14 de janeiro | Adolphe Brongniart  | botânico, fitopaleontologista | França                                | m. 1876 Medalha Wollaston 1841                                                 | [ 20 ] [ 21 ]        |
| 14 de junho   | Peter Wilhelm Lund  | naturalista                   | Reino da Dinamarca e Noruega          | m. 1880                                                                        | [ 22 ]               |
| 16 de junho   | Julius Plücker      | físico, matemático            | Sacro Império Romano-Germânico        | m. 1868 Medalha Copley 1866                                                    | [ 23 ] [ 24 ]        |
| 27 de junho   | George Biddell Airy | astrónomo                     | Reino Unido da Grã-Bretanha e Irlanda | m. 1892 Medalha Copley 1831 Medalha de Ouro da Royal Astronomical Society 1846 | [ 25 ] [ 23 ] [ 26 ] |
| 30 de junho   | Frédéric Bastiat    | economista                    | França                                | m. 1850                                                                        |                      |
| 3 de setembro | Hermann von Meyer   | paleontólogo                  | Sacro Império Romano-Germânico        | m. 1869 Medalha Wollaston 1858                                                 | [ 21 ]               |
| 9 de novembro | Gail Borden         | inventor                      | Estados Unidos                        | m. 1874                                                                        |                      |

## Mortes
| Data       | Nome             | Profissão | Nacionalidade         | Observações | Ref    |
| ---------- | ---------------- | --------- | --------------------- | ----------- | ------ |
| 17 de maio | William Heberden | médico    | Reino da Grã-Bretanha | n. 1710     | [ 27 ] |

## Prémios
Medalha Copley
- Astley Cooper[23] foi distinguido pela Royal Society "pelos seus estudos sobre os efeitos da destruição da membrana timpânica do ouvido e um relato de uma operação para remoção de um tipo específico de surdez".[nota 1]